# Hualpén
Hualpén là một thành phố của Chile. Hualpén có diện tích 53,5 km², dân số năm 2004 là 88.046 người.